# Siphunculina sharmai
Siphunculina sharmai är en tvåvingeart som beskrevs av Cherian 1977. Siphunculina sharmai ingår i släktet Siphunculina och familjen fritflugor. Inga underarter finns listade i Catalogue of Life.